# Cepagatti
Cepagatti là một đô thị ở tỉnh Pescara, vùng Abruzzo của Ý. Đô thị này có diện tích km², dân số người. Các đơn vị phụ thuộc: Buccieri, Calcasacco, Casoni Di Girolamo, Faciolo, Mongocitto, Palozzo, Rapattoni Nuovo, Rapattoni Vecchio, Sant'Agata, Santuccione, Sborgia, Tre Croci, Vallemare, Villanova, Villareia.
Các đô thị giáp ranh: Chieti (CH), Pianella (PE), Rosciano (PE), San Giovanni Teatino